# Trent Forrest
Landon Trent Forrest (ur. 12 czerwca 1998 w Dothan) – amerykański koszykarz, występujący na pozycjach rozgrywającego lub rzucającego obrońcy, obecnie zawodnik Atlanty Hawks oraz zespołu G-League – College Park Skyhawks.
W 2015 zdobył złoty medal podczas turnieju Nike Global Challenge.
10 kwietnia 2022 jego umowa z Jazz została przekonwertowana na standardowy kontrakt NBA. 8 sierpnia 2022 zawarł kontrakt z Atlantą Hawks na występy zarówno w NBA, jak i zespole G-League – College Park Skyhawks.

## Osiągnięcia
Stan na 29 stycznia 2023, na podstawie, o ile nie zaznaczono inaczej.
NCAA
- Uczestnik rozgrywek:
  - Elite 8 turnieju NCAA (2018)
  - Sweet 16 turnieju NCAA (2018, 2019)
  - II rundy turnieju NCAA (2017–2019)
- Mistrz sezonu regularnego konferencji Atlantic Coast (ACC – 2020)
- Laureat nagród:
  - Skip Prosser Award — ACC Men’s Basketball Scholar Athlete of the Year (2020)
  - Senior Sensation Award (2020 — FSU Student Services)
- Zaliczony do:
  - I składu:
    - ACC Academic Basketball (2017–2020)
    - ACC Academic Honor Roll (2017–2020)
    - defensywnego ACC (2020)
    - turnieju:
      - Emerald Coast Classic (2019)
      - NCAA regionu zachodniego (2019)
      - ACC (2020)

  - II składu ACC (2020)
  - III składu CoSIDA Academic All-American (2020)
  - składu:
    - Tallahassee Democrat FSU Basketball All-Decade Team (2011-20)
    - Academic Honors Court (2019 przez NABC)